# تل گاو
تل گاو، روستایی از توابع بخش جره و بالاده شهرستان کازرون در استان فارس ایران است.
نام این روستا برگرفته از داستان بهرام گور و کنیزک (گل اندام) است که ضرب المثل «کار نیکو کردن از پر کردن است» از آنجا گسترش یافته‌است.

## جمعیت
این روستا در دهستان جره قرار دارد و بر اساس سرشماری مرکز آمار ایران در سال ۱۳۸۵، جمعیت آن ۶۰۸ نفر (۱۲۶خانوار) بوده‌است.